# Кетогексоза
Кетогексози – підгрупа цукрів-гексоз що містять кетонну групу. Найбільш відомими кетогексозами, кожна з яких представлена парою енантіомерів (D- і L-ізомерами) є психоза, фруктоза, сорбоза, а також тагатоза. Кетогексози є стабільними у широкому діапазоні значень pH, із першим показником іонізації pKa = 10,28.

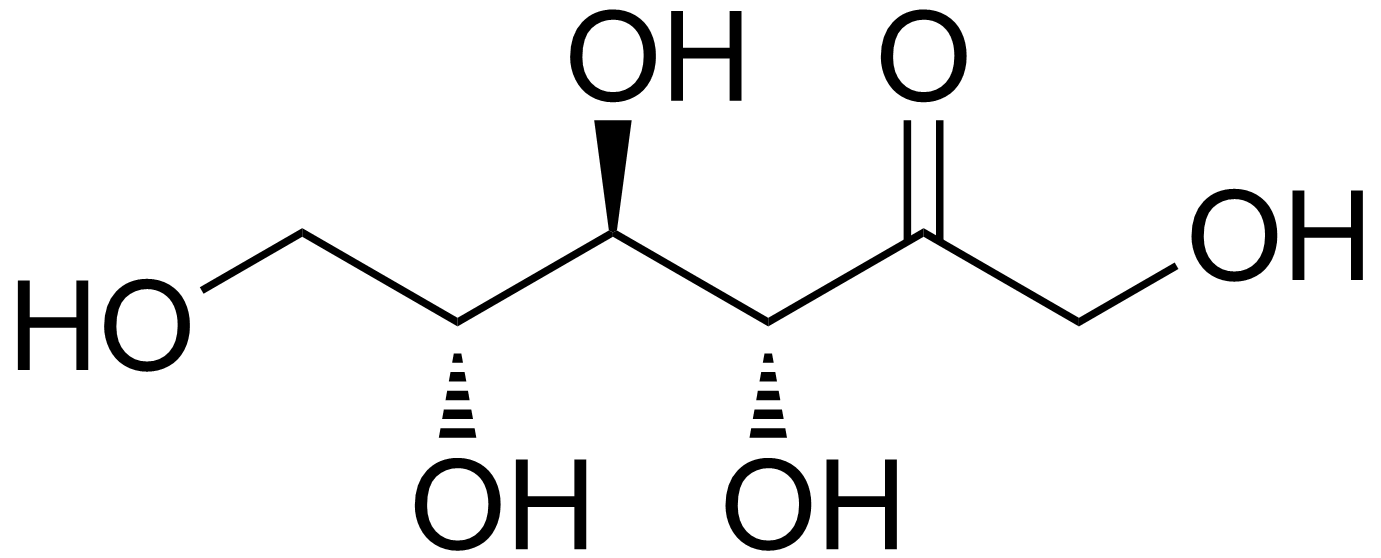
D-Психоза
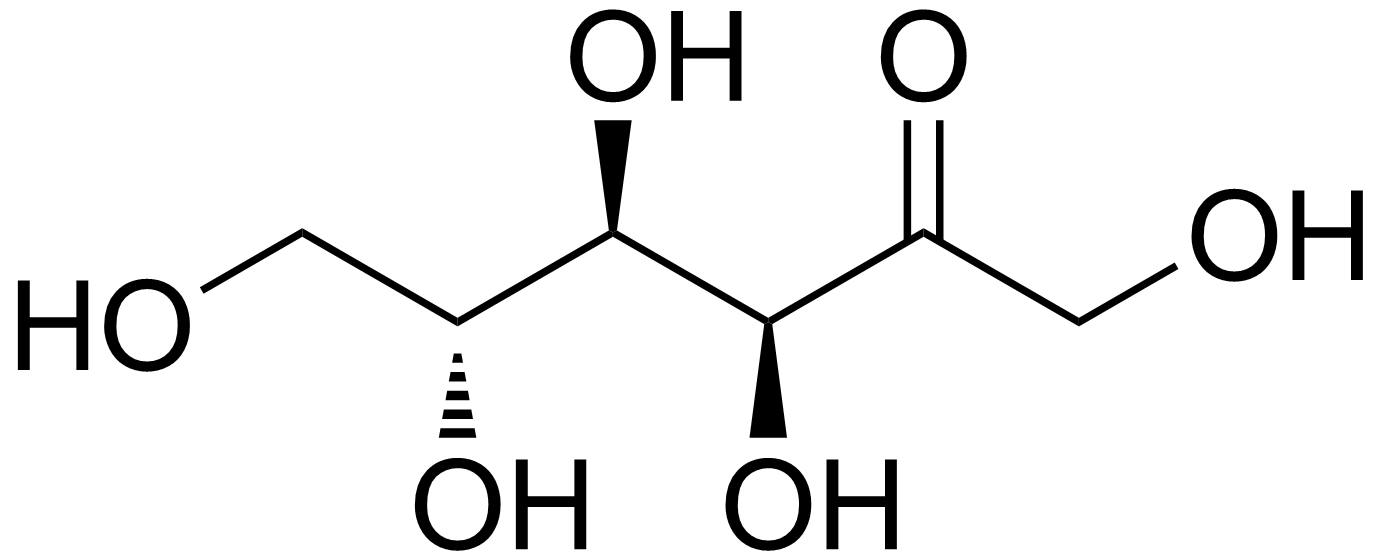
D-Фруктоза
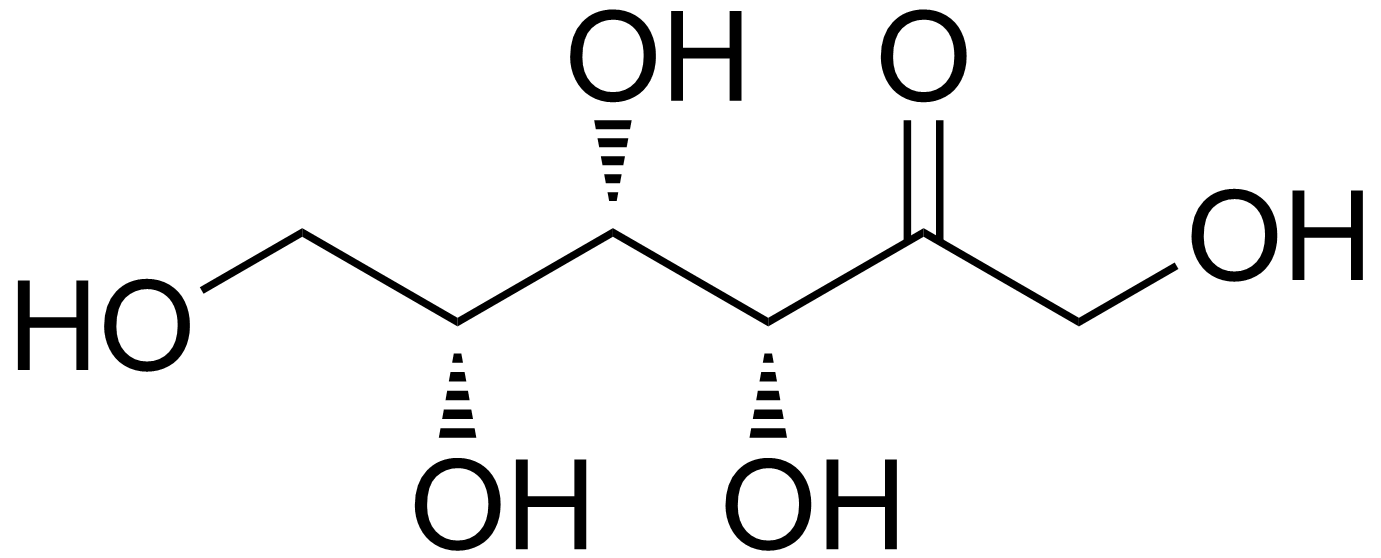
D-Сорбоза
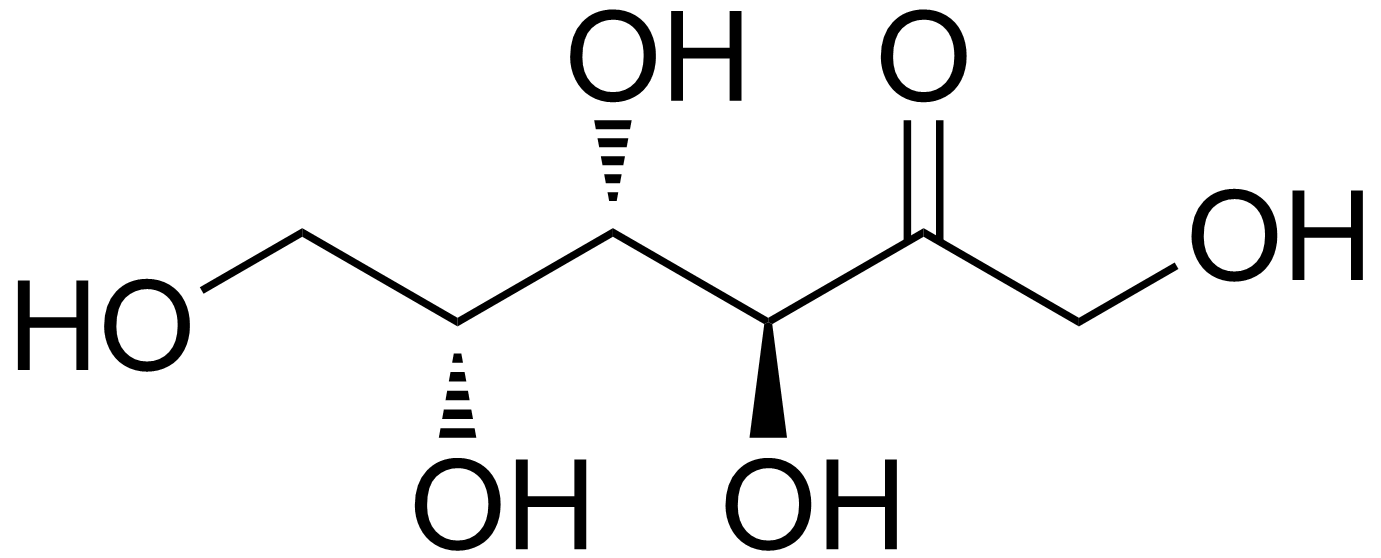
D-Тагатоза

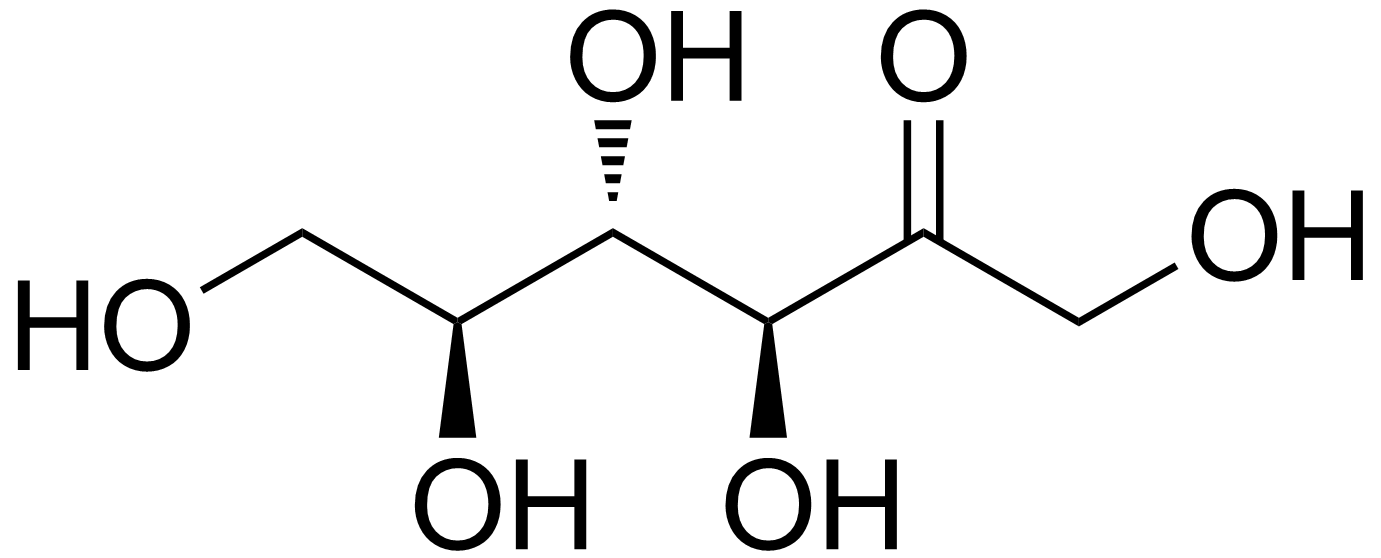
L-Психоза
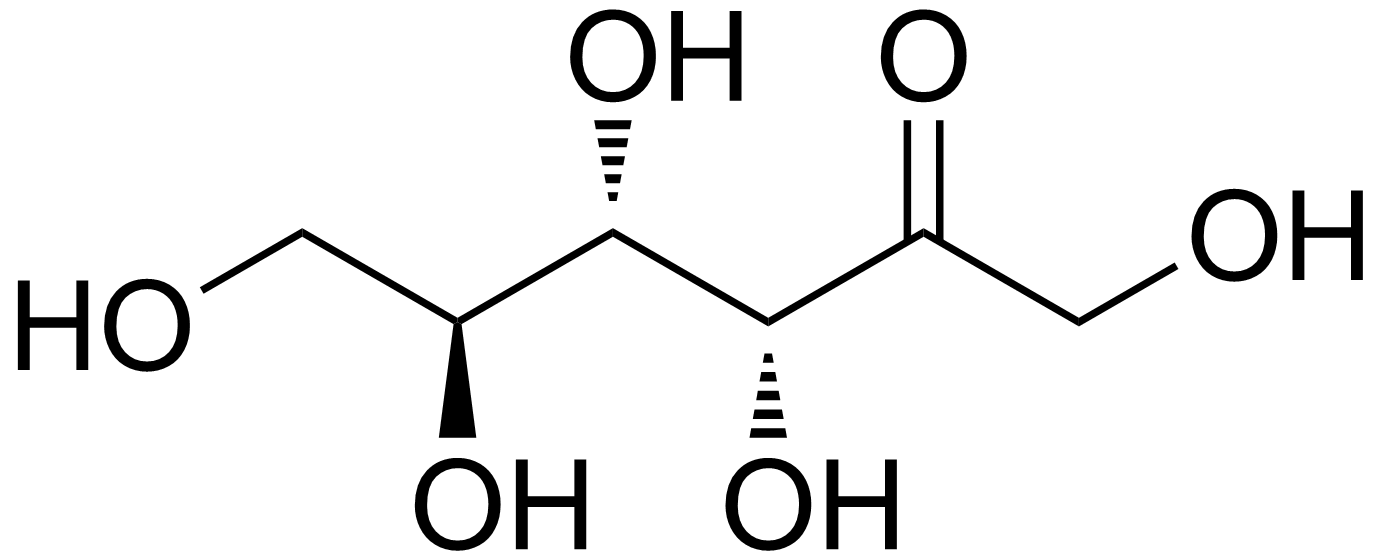
L-Фруктоза
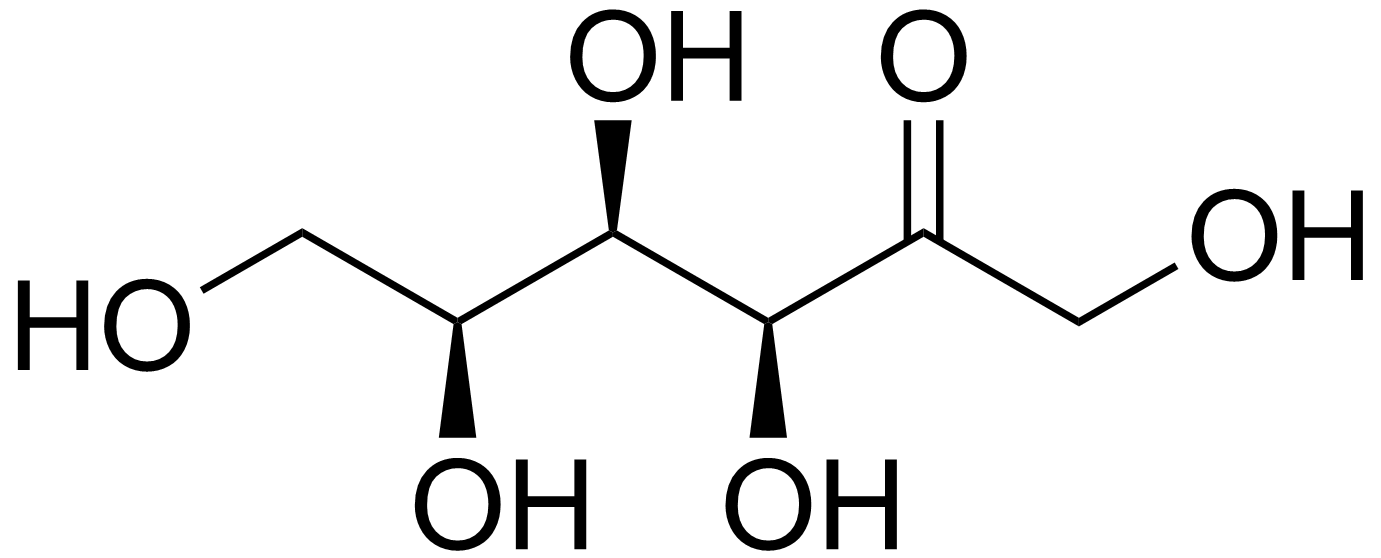
L-Сорбоза
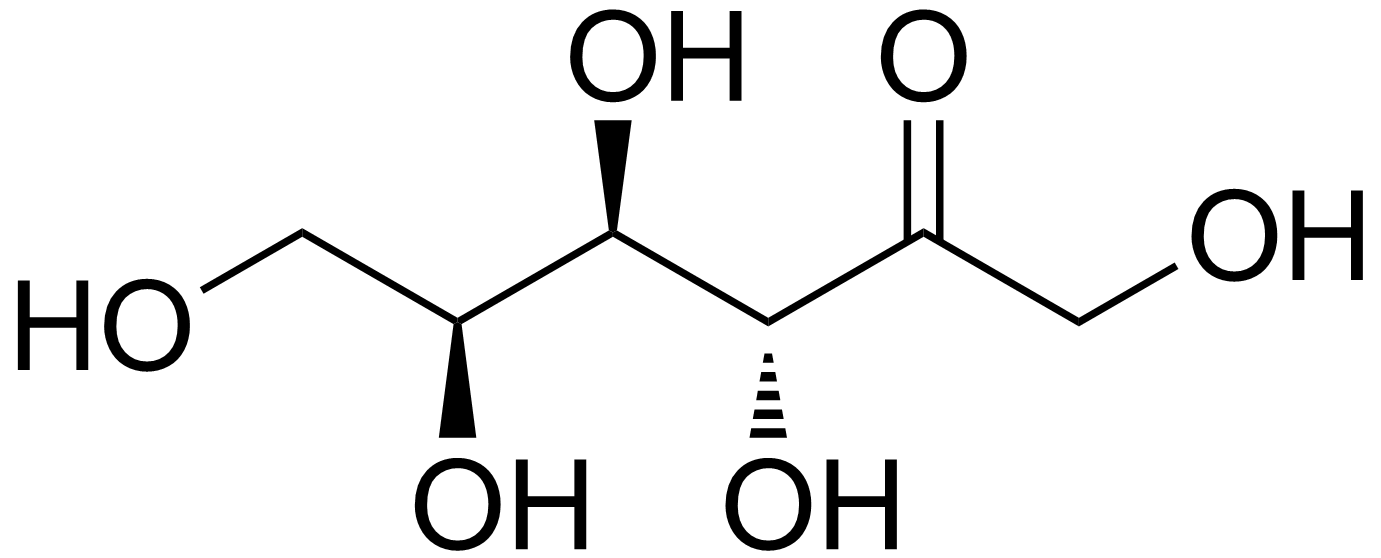
L-Тагатоза